# Darul Islam (Indonesien)

Flagge des Islamischen Staates von Indonesien

Darul Islam war der Name einer islamischen Bewegung in Indonesien, die von dem javanischen Politiker Sekarmadji Maridjan Kartosuwirjo (1905–1962) gegründet wurde und zwischen 1948 und 1965 für die Errichtung eines Islamischen Staates kämpfte. Durch ihre Aufstände und Terrorakte stellte die Bewegung in den 1950er Jahren eine der gefährlichsten Bedrohungen für die noch junge Republik Indonesien dar. Benannt ist die Bewegung nach dem Konzept Dār al-Islām („Haus des Islams“), das im klassischen islamischen Recht das unter islamischer Herrschaft stehende Territorium im Gegensatz zu dem nicht-muslimischen Territorium (Dār al-Harb) bezeichnet. Mit der Orientierung an diesem dichotomischen Konzept stand die Bewegung in klarem Gegensatz zur Pancasila-Ideologie der Republik Indonesien, die die Koexistenz und Gleichberechtigung verschiedener Religionen im indonesischen Staat vorsah.

## Kartosuwirjos Vorstellung vom Dār al-Islām

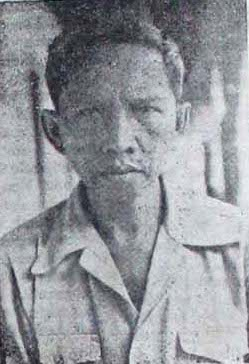
Sekarmadji Maridjan Kartosuwiryo

Kartosuwirjo, der Gründer der Bewegung, war ab 1936 stellvertretender Vorsitzender der Partei Sarekat Islam gewesen und hatte in dieser Funktion besonders stark die Politik der Nonkooperation mit der niederländischen Kolonialmacht propagiert. Die Nonkooperation bezeichnete er dabei in Anlehnung an die Auswanderung des Propheten Mohammed aus seiner Heimatstadt Mekka als Hidschra. 1939 wurde Kartosuwirjo aufgrund seiner kompromisslosen Haltung gegenüber den Niederländern aus der Partei ausgeschlossen, im März 1940 gründete er mit Gleichgesinnten in dem westjavanischen Ort Malangbong eine Gegenpartei, das Komite Pembela Kebenaran PSII („Komitee zur Verteidigung der wahren Sarekat-Islam-Partei“), in der er seine Hidschra-Politik fortsetzte. Gleichzeitig gründete er auch einen Verlag, den er Poestaka Dar-oel Islam („Darul-Islam-Literatur“) nannte und in dem er die Schriften der Partei herausgab.
Das Programm der Partei, das ebenfalls in diesem Verlag erschien, zeigt im ersten Kapitel sehr deutlich, welche Vorstellungen Kartosuwirjo mit Dār al-Islām verband. Er erklärt darin, dass die Gesellschaft in Niederländisch-Indien aus drei Schichten bestehe, die sich in Gesetzen, Anschauungen und Systemen voneinander unterschieden: 1. der „niederländisch-indischen“ bzw. Kolonialgesellschaft, die die herrschende Schicht darstelle; 2. der indonesischen Gesellschaft, die weder Rechte noch eine eigene Regierung besitze und 3. der islamischen Gesellschaft. Der Unterschied zwischen der indonesischen Gesellschaft und der islamischen Gesellschaft bestehe darin, dass erstere ihre Hoffnungen auf ein „Groß-Indonesien“ richtet, während Zweck und Ziel der islamischen Gesellschaft „ein so vollkommen wie mögliches Darul-Islam [ist], in dem jeder Muslim und jede Muslimin die Gesetze der Religion Gottes (Islam) so weit wie möglich praktizieren kann“. In einem weiteren Kapitel fordert Kartosuwirjo die Einheit der gesamten islamischen Welt und ihrer Gläubigen und äußert die Überzeugung, dass nur auf diesem Weg eine neue Welt, nämlich das Darul Islam, geschaffen werden könne. Um das Darul Islam zu erreichen, müsse sich der Gläubige von allen Mekka-Gewohnheiten befreien, sowie es die Gesellschaft von Medina zur Zeit des Propheten tat.

## Der Weg zum islamischen Staat
Während der japanischen Besatzungszeit organisierte Kartosuwirjo die paramilitärischen Verbände Hizbullah und Sabilullah des muslimischen Repräsentativrates Masyumi. Nach dem Zweiten Weltkrieg gründete er zusammen mit Mohammad Natsir die neue Masyumi-Partei. Als im Juli 1947 die Niederländer das Linggajati-Abkommen brachen und Java wiederzubesetzen begannen, befand sich Kartosuwirjo gerade in Westjava. Er wurde nun mit Zustimmung der Parteiführung zum Kommissar der Partei für Westjava bestimmt. In dieser Eigenschaft begann er von Malangbong mit den Verbänden Hizbullah und Sabilullah  aus den Widerstand gegen die Eindringlinge zu organisieren.

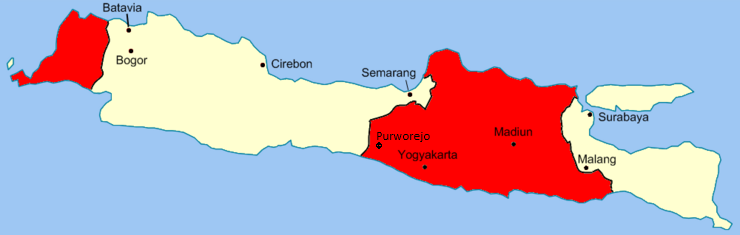
Java nach dem Renville-Abkommen. Die Gebiete in Rot unterstanden der Republik Indonesien, während die anderen von den Niederländern besetzt waren.

Nachdem am 17. Januar 1948 die Regierung im Renville-Abkommen den Niederländern Westjava überlassen hatte, fasste Kartosuwirjo die von ihm früher betreuten Truppen zum „Indonesischen Islam-Heer“ (Tentara Islam Indonesia TII) zusammen. Auf einer Konferenz im März 1948 in der Nähe von Cirebon, an der Vertreter verschiedener islamischer Organisationen teilnahmen, wurde die Masyumi-Partei in Westjava für aufgelöst erklärt und Kartosuwirjo zum Imam des islamischen Zentralrats (Madjlis Islam Pusat) für Westjava ernannt. Aus dieser Position versuchte er nun, seinen Plan der Errichtung eines Islamischen Staates (Negara Islam) umzusetzen. Schon Ende März 1948 wurden in Cikoneng und Cihaur die ersten Landkreise des Negara Islam errichtet.
Auf einer weiteren Konferenz im Mai wurde das Gebiet des Negara Islam in drei Gebiete eingeteilt, die Hauptregion oder erste Region, in der die Gesetze des Islam voll und ganz zur Anwendung kommen, die zweite Region, die nur zur Hälfte der Umma untersteht, und die dritte Region, die von der nicht-islamischen Seite, nämlich den Holländern, beherrscht wird. Ziel des islamischen Staates sollte die stetige Ausdehnung der Hauptregion sein. Für die Bevölkerung der verschiedenen Regionen wurden unterschiedliche Pflichten hinsichtlich des Kampfes gegen die Niederländer bestimmt. In der Hauptregion wurden Zentren für das Bittgebet eingerichtet, in der sich Tag und Nacht immer mindestens 41 Personen mit Gebet und Rezitieren kämpferischer Koranverse zu befassen hatten.
Während sich die wirtschaftliche Situation in der Republik Indonesien im Sommer 1948 stark verschlechterte, machte Kartosuwirjo durch Versendung seiner Korrespondenz im Namen der „Regierung des islamischen Staates Indonesien“ (Pemerintah Negara Islam Indonesia) deutlich, dass er sich als den einzig legitimen Vertreter des indonesischen Volkes betrachtete. Im August 1948 ließ er auch eine eigene Verfassung für seinen islamischen Staat ausarbeiten.  Als im Dezember 1948 die Niederländer im Zuge der sogenannten „zweiten Polizeiaktion“ Zentraljava besetzten und zahlreiche Mitglieder der Republikregierung, darunter auch Sukarno und Mohammad Hatta, gegangennahmen, rief Kartosuwirjo den Dschihād fī sabīli Llāh aus, der solange fortdauern sollte, „bis alle Feinde des Islam, des Volkes und Allahs vertrieben und der Staat von Gottes Gnaden, der Negara Islam Indonesia (NII) errichtet sei.“
Am 25. Januar 1949 kam es in Westjava zwischen Kartosuwirjos Islam-Heer und den nationalen Streitkräften der Republik (Tentara Nasional Indonesia TNI) zu einer militärischen Konfrontation, die Kartosuwirjo dazu brachte, die Einheiten des TNI nun ebenfalls als „Feind“ zu betrachten. Der Krieg verwandelte sich somit zu einem Dreieckskrieg zwischen TNI, TII und den Niederländern. Wie schwierig die Lage der republikanischen Truppen in Westjava war, lässt sich daran ablesen, dass diese mit dem von der niederländischen Seite unterstützten westjavanischen Marionettenstaat Pasundan einen separaten Waffenstillstand schlossen, um so besser gegen das TII vorgehen zu können.
Nachdem auf internationalen Druck die republikanische Regierung wieder eingesetzt worden war und im Juli 1949 ihre Arbeit in Yogyakarta wieder aufgenommen hatte, beauftragte diese Kartosuwirjos früheren Parteigenossen Mohammad Natsir, der inzwischen Informationsminister geworden war, mit Kartosuwirjo Kontakt aufzunehmen, um diesen dazu zu bewegen, die Kampfhandlungen gegenüber den Streitkräften der Republik einzustellen. Der Brief, den Natsir am 5. August an Kartosuwirjo sandte, kam aber zu spät an. Kartosuwirjo hatte am 7. August 1949 in dem Dorf Desa Cisampah formell den „Islamischen Staat Indonesien“ (Negara Islam Indonesia) ausgerufen. In seinem Antwortschreiben an Natsir erklärte Kartosuwirjo, dass er seine Proklamation nun nicht mehr rückgängig machen wolle.

## Lösungsversuche der Regierung
Im September 1949 bildete die nationale Regierung eine Kommission unter Leitung von Mohammad Natsir zur Lösung des Darul-Islam-Problems, diese erreichte allerdings kaum etwas. Kartosuwirjo seinerseits scheint zeitweise mit der „Armee des gerechten Fürsten“ (Angkatan Perang Ratu Adil APRA) des niederländischen Kommandanten Raymond Westerling zusammengearbeitet zu haben. Der Versuch der Regierung, mit Kartosuwirjo im Mai 1950 durch Entsendung eines alten Freundes in sein Hauptquartier Verhandlungen aufzunehmen, schlug fehl, weil es während der Kontaktaufnahme zu Kämpfen zwischen den Regierungstruppen und der TII kam. Im November 1950 unternahm Natsir, der inzwischen Premierminister geworden war, einen zweiten Anlauf zur Lösung des Darul-Islam-Problems, indem er eine Amnestie für alle bewaffneten Gruppen erklärte, die sich noch nicht der Republik angeschlossen hatten. Unterdessen sandte Kartosuwirjo mehrere Geheimnoten an Präsident Sukarno, in denen er diesem eine Allianz gegen den Kommunismus anbot und die Forderung erhob, die Republik solle so schnell wie möglich den Islam zur Grundlage des Staates machen.

## Die Anschlussbewegungen in Süd-Sulawesi und Aceh

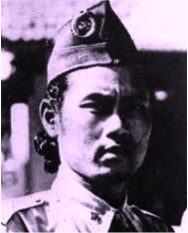
Abdul Kahar Muzakkar

Im Januar 1952 schloss sich in Südsulawesi Oberstleutnant Abdul Kahar Muzakkar, der seit Juli 1950 einen Guerillakrieg gegen die Nationalregierung führte, der Darul-Islam-Bewegung an. Er schrieb am 20. Januar 1952 Kartosuwirjo einen Brief, in dem er ihm anbot, als sein Kommandeur in Sulawesi zu fungieren. Am 7. August 1953, also am vierten Jahrestag seit Gründung von Kartosuwirjos islamischem Staat, erklärte er offiziell Sulawesi und die angrenzenden Gebiete zu einem Teil des Negara Islam Indonesia und deklarierte seine Truppen zu Einheiten des Tentara Islam Indonesia (TII). Außerhalb Indonesiens verbreitete sich 1953 die Nachricht, dass die Anhänger Gräueltaten gegen Christen begingen und diese zur Annahme des Islams zwangen.
Im Januar 1955, anderthalb Jahre nach seinem Anschluss an die Darul-Islam-Bewegung, gab Muzakkar seine „Spirituelle Aufzeichnung“ (Catatan Batin) heraus, ein Pamphlet zur Bekämpfung von „Übelständen“, die bei seinen Anhängern eingetreten waren. In dem Text forderte er, dass innerhalb von sechs Monaten eine spirituelle Revolution bei seinen Anhängern und ihren Familien stattfinden müsste. Diese sollte den Verkauf aller Luxusgegenstände (Goldringe, Edelsteine, Armbanduhren, Radiogeräte, überflüssige Kleidung) und die Abgabe des Erlöses für das Kollektiv einschließen. Bei dem sogenannten „Ersten dringenden Treffen der islamischen revolutionären Kämpfer“, das Ende 1955 in dem Ort Makalua abgehalten wurde, beschlossen diese die sogenannte „Makalua Charter“, eine Art Grundgesetz mit 56 Artikeln, das unter anderem auch vorsah, dass Kritiker der islamischen Polygamie verfolgt werden sollten.

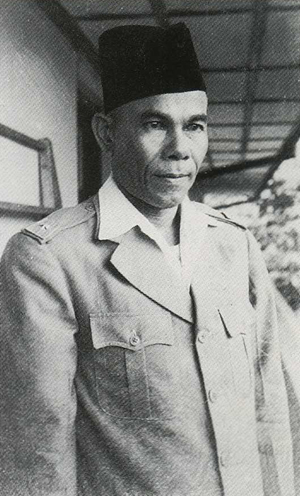
Daud Beureueh, Anführer des Darul-Islam-Aufstandes in Aceh 1953–1962

Im September 1953 erklärte auch der Militärgouverneur von Aceh Daud Beureueh (1898–1987) sein Gebiet zum Bestandteil des Darul Islam. Er ließ Regierungsposten angreifen, „um die Pancasila-Regierung aus Aceh zu vertreiben“.

## Ende der Bewegung
Ende der 1950er Jahre begann die Zahl von Kartosuwirjos Anhängern abzunehmen: einige von ihnen desertierten, andere wurden gefangen genommen. Mit den Aufständischen in Aceh kam die indonesische Regierung schon am 26. Mai 1959 zu einer Verständigung, indem sie der Provinz den Status einer Sonderregion (daerah istimewa) mit Autonomie in religiösen Angelegenheiten zuerkannte. Ende 1959 kehrten dort die Darul-Islam-Truppen aus den Bergen zurück und schlossen sich den nationalen Streitkräften an. Am 17. August 1961 fand eine feierliche Aussöhnungszeremonie statt.
In Westjava verlor die Bewegung stark an Schwung, als Kartosuwirjo am 24. April 1962 durch ein Geschoss verwundet wurde und seine Anhänger daraufhin den Glauben an seine Unverwundbarkeit verloren. Allerdings unternahmen am 14. Mai 1962 Anhänger der westjavanischen Darul-Islam-Bewegung noch ein Attentat auf Staatspräsident Sukarno, als dieser sich anlässlich des Islamischen Opferfestes zum Gebet in der Moschee des Präsidentenpalastes befand. Am 4. Juni 1962 wurde Kartosuwirjo schließlich selbst von einer Armeepatrouille in einer Hütte in der Nähe von Bogor in völlig abgemagerten Zustand entdeckt und gefangen genommen. Am 16. August wurde er zum Tode verurteilt und im September an unbekanntem Ort hingerichtet. Damit endete der Aufstand auch in Westjava.
In Sulawesi dauerte der Aufstand noch bis 1965 an. Muzakkar Kahar wurde am 3. Februar 1965 in Südost-Sulawesi umzingelt und erschossen.